# Pycnaxis onoi
Pycnaxis onoi is een spinnensoort uit de familie van de krabspinnen (Thomisidae).
De wetenschappelijke naam van de soort werd in 2006 als Takachihoa onoi gepubliceerd door Zhang, Zhu en Tso.